# Conil de la Frontera
Conil de la Frontera is een gemeente in de Spaanse provincie Cádiz in de regio Andalusië met een oppervlakte van 88 km². In 2007 telde Conil de la Frontera 20.301 inwoners.

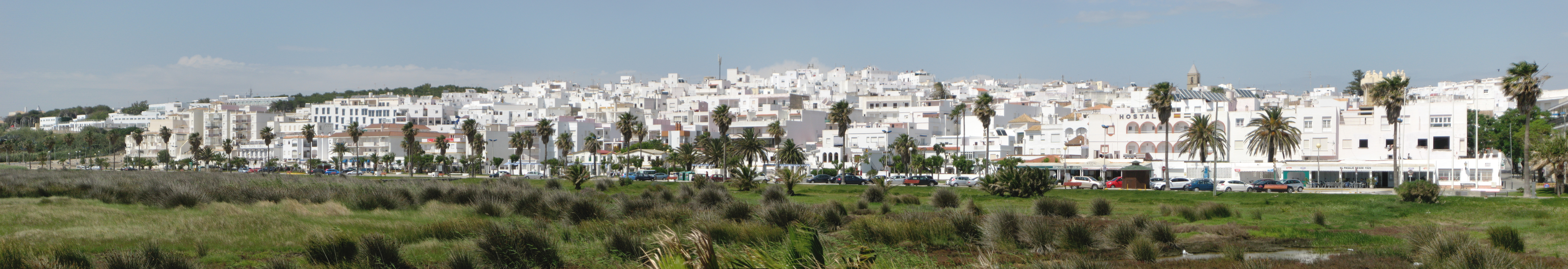
Conil de la Frontera

Conil de la Frontera is een wit vissersdorp aan de Costa de la Luz, aan de Atlantische Oceaan. Aan de boulevard worden typisch Spaanse woonhuizen afgewisseld met restaurants en terrasjes. Het dorp heeft winkels voor verse groenten, fruit en vis en op vrijdag is er de wekelijkse markt.

## Demografische ontwikkeling
Bron: INE; 1857-2011: volkstellingen